# Psittacanthus cordatus
Psittacanthus cordatus é uma espécie de neotropical de visco na família Loranthaceae, que é nativa da Bolívia e Brasil.

## Taxonomia
A Psittacanthus cordatus foi descrita pela primeira vez por Hoffmansegg em 1829 como Loranthus cordatus, e em 1834, Don a designou para o novo género Psittacanthus. Há alguma confusão com relação ao nome aceite: Plantas do Mundo on-line e Flora do Brasil dão o nome aceite como Psittacanthus cordatus (Hoffmans.) G.Don, enquanto GBIF dá o nome aceito como Psittacanthus cordatus Blume.